# Гоління

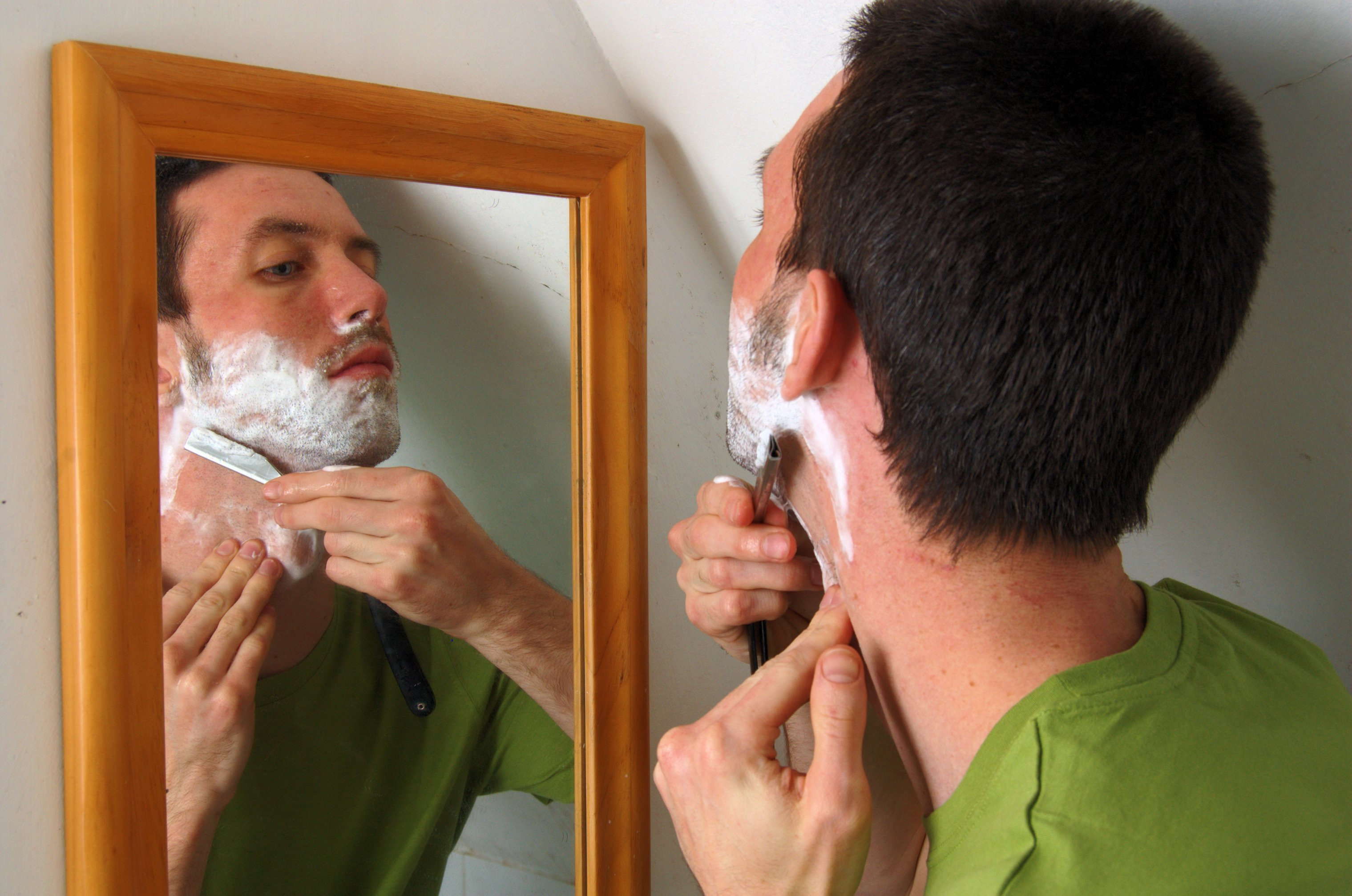
Чоловік голить шию прямою бритвою

Голі́ння — один зі способів видалення волосся, або депіляції, при якому видаляють не все волосся, а тільки видиму частину. Здійснюють безпечними й небезпечними бритвами, а також електробритвами.

## Передумови
Гоління переслідує такі цілі:
- косметичні (з волі самої людини);
- медичні (підготовка до хірургічної операції або пологів, лікування шкірних паразитарних захворювань (педикульоз) тощо);
- релігійні (дотримання ритуалу);
- класового поділу (в Стародавній Греції довге волосся на голові було символом багатства і влади, а голена голова — символом рабства);
- спортивні (плавці іноді голять голову для зменшення тертя при плаванні);
- статутні (гоління бороди у солдатів і офіцерів, гоління голів солдатам-новобранцям, укладеним і пацієнтам психіатричних лікарень);
- покарання та приниження (наприклад, у Франції та в Нідерландах публічно голили голови жінкам, які вступали в сексуальні зв'язки з нацистськими окупантами під час Другої світової війни);
- співчуття (багато людей в різних країнах, в основному в США, голять голову в знак підтримки хворих на рак, яким роблять хімієтерапію);
- культурні (наприклад, гоління голови у неформальному молодіжному середовищі).

Відмова від гоління ставить перед собою наступні цілі:
- релігійні;
- забобонні (наприклад, перед іспитом);
- гігієнічні (щоб уникнути подразнення шкіри тощо).

## Історія
Перед появою сучасних бритв, люди видаляли волосся з використанням мушель. Близько 3000 р. до н. е. були винайдені мідні бритви. Найімовірніше, люди почали голитись у Стародавньому Єгипті декілька тисяч років тому, переважно задля гігієни та з практичних міркувань, бо в бою ворог міг схопити за волосся.
Розповсюдження гоління у Стародавній Греції набуло за часів Александра Македонського, який голився сам та вимагав цього від своїх воїнів. Також, завдяки прикладу греків, гоління стало популярне у Стародавньому Римі у 200 р. до н. е. В Стародавньому Римі гоління символізувало цивілізацію і прогрес.
У Європі мода на гоління розпочалася з третьої половини XVII ст., це стало можливим завдяки моді на перуки, що дозволило чоловікам прикрашати себе в інший спосіб.
У новий час гоління в основному набуло естетичного характеру. У західних країнах бороди іноді короткочасно входили в моду. Наприклад, у США мода на бороди виникла впродовж Громадянської війни як наслідування президента Авраама Лінкольна, але вже в 1880-х роках американські чоловіки були в цілому знову гладко виголені.
Щоденне гоління отримало популярність лише з винаходом безпечної бритви, на початку XX століття.